# Chrysobothris lineatipennis
Chrysobothris lineatipennis es una especie de escarabajo del género Chrysobothris, familia Buprestidae. Fue descrita científicamente por Van Dyke en 1916.